# Kokur
Kokur és una deu famosa a Caixmir a la base de la muntanya Pir Panjal. L'aigua surt per sis boques al peu de la pedra i forma un rierol les aigües del qual arriben al riu Bareng. Thornton esmenta que la cort afganesa quan va dominar Caixmir (1748-1819) no acceptava cap altra aigua que la que venia d'aquesta font.